# Kaspar Friedrich von Kahlbutz
Kaspar Friedrich von Kahlbutz (* 1688 in Kampehl; † 4. Juni 1745 bei Hohenfriedeberg) war ein preußischer Oberst.

## Leben

### Herkunft und Familie
Kaspar Friedrich war Angehöriger des mit seinem Neffen, dem preußischen Oberst, Friedrich Christian Heinrich von Kahlbutz (1724–1783) im Regiment zu Fuß „Prinz Ferdinand“ (Nr. 34), im Mannesstamm abgegangenen märkischen Adelsgeschlechts von Kahlbutz. Seine Eltern waren der kurbrandenburgische Kornett im Regiment des „Generals der Reiterei“ Prinz Friedrich II. von Hessen-Homburg und Erbherr auf Kampehl Christian Friedrich von Kahlbutz (1651–1702) und Margarete von Rohr († 1724). Der preußische Oberst und Chef des Landregiments Nr. 4 (Stettin), Baltzer Julius von Kahlbutz († 1752) war sein Bruder.

### Werdegang
Kahlbutz trat 1706 beim Infanterieregiment (Nr. 5) in die Preußische Armee ein. 1715 hat er den Pommernfeldzug mitgemacht und war bis 1732 in den Rang eines Hauptmanns avanciert. Seine Beförderung zum Major hatte er am 28. Juni 1735 erhalten. Nach seinem Wechsel ins neu errichtete Infanterieregiment (Nr. 34) stieg er im Jahr 1741 zum Oberstleutnant auf. Im Ersten Schlesischen Krieg wurde er mit dem Orden Pour le Mérite ausgezeichnet und erhielt 1742 als Kommandeur sein erstes Grenadierbataillon, welches aus den Grenadierkompanien der Regimenter 16 und 34 zusammengesetzt war. Er avancierte im März 1744 zum Oberst und übernahm er ein Grenadierbataillon, welches aus den Grenadierkompanien der Regimenter 2 und 24 zusammengesetzt war. Zu Beginn des Zweiten Schlesischen Krieges rückte er mit der Armee des Königs in Böhmen ein und eroberte mit seinem Bataillon Schloss Tetschen, setzte die Besatzung gefangen und machte somit die Elbe für den Transport der preußischen Artillerie frei. Am 23. August wurde ihm sein nunmehr drittes Grenadierbataillon, zusammengesetzt aus Grenadierkompanien des Infanterieregiments (Nr. 24) und dem Garnisonregiment (Nr. 5) aufgetragen. Am 4. September wurde er abermals Kommandeur eines Grenadierbataillons mit den Kompanien der Regimenter Nr. 24 und Nr. 27. Vor Prag zeichnete er sich am 11. September bei der Erstürmung des Ziskaberges aus. Kahlbutz ist in der Schlacht bei Hohenfriedeberg gefallen.